# Marco Salvatore (medico)
Marco Salvatore (Torre del Greco, 13 agosto 1944) è un medico italiano specializzato in radiologia e medicina nucleare.

## Biografia
È uno dei maggiori esperti mondiali nella ricerca e nell'applicazione della diagnostica per immagini. Fa parte dei primi cento scienziati italiani più importanti nel mondo così come certificato da Top Italian Scientist. È autore di oltre 600 pubblicazioni, la maggior parte su riviste internazionali.
Dopo esperienze in Francia e negli Stati Uniti, nel 1971 inizia la sua attività professionale e scientifica presso l'Istituto Nazionale Tumori di Napoli "Fondazione Giovanni Pascale", dove percorre tutti i passi della carriera fino ad assumere le funzioni di direttore scientifico dal 1989 al 1995. Dal 2000 al 2013 è stato direttore del Dipartimento di Diagnostica per Immagini del Policlinico dell'Università degli Studi di Napoli Federico II, dove già dal 1985 era professore ordinario di Diagnostica per Immagini.
Nel 1976 fonda a Napoli l'Istituto SDN (oggi parte del gruppo Synlab), nel 2007 riconosciuto IRCCS in ambito diagnostico e nucleare, uno dei centri più attrezzati ed innovativi a livello europeo. Nell'ottica di un potenziamento di attività interdisciplinari di imaging molecolare ha dapprima promosso la costituzione del Centro di studio di medicina nucleare del Consiglio Nazionale delle Ricerche, in convenzione con l'Università di Napoli e la Fondazione Pascale, e successivamente ha seguito la sua fusione con il Centro di studio di biocristallografia, con la conseguente istituzione dell'Istituto di biostrutture e biommagini del CNR nel 2002.
È stato responsabile della direzione scientifica del Centro di Riferimento Oncologico della Regione Basilicata (CROB) dal 2007 al 2009, anno in cui il CROB ha ottenuto il riconoscimento di IRCCS, e presidente del consiglio di indirizzo e verifica IRCCS dello stesso centro dal 2009 al 2014.
Nel 2009 Marco Salvatore ha fondato Il Sabato delle Idee un pensatoio con base a Napoli che si pone l'obiettivo di far sorgere nuovi spazi di discussione e nuove idee nella società civile e nella classe dirigente nazionale. Il Sabato delle idee vanta la collaborazione di alcune delle più importanti istitutizioni culturali napoletane.
È professore straordinario in MED/36 presso l'Università di Napoli Suor Orsola Benincasa e direttore scientifico dell'IRCCS SDN